# Bonaventure (nave)
Bonaventure (it. "Bonaventura"), noto anche come Elizabeth Bonaventure, era un galeone da 47 cannoni acquistato dalla Royal Navy nel 1567. Era la terza nave a portare quel nome. Fu comandata da Sir Francis Drake durante il suo attacco del 1587 a Cadice e l'anno dopo fu schierato contro l'Invincibile Armata.

## Servizio
La Bonaventure prese parte alla grande spedizione del corsaro Francis Drake contro le colonie spagnole del Nuovo Mondo nel biennio 1585-1586, partecipando agli assalti contro Santo Domingo, Cartagena de Indias e San Augustin.

### Attacco a Cadice (1587)

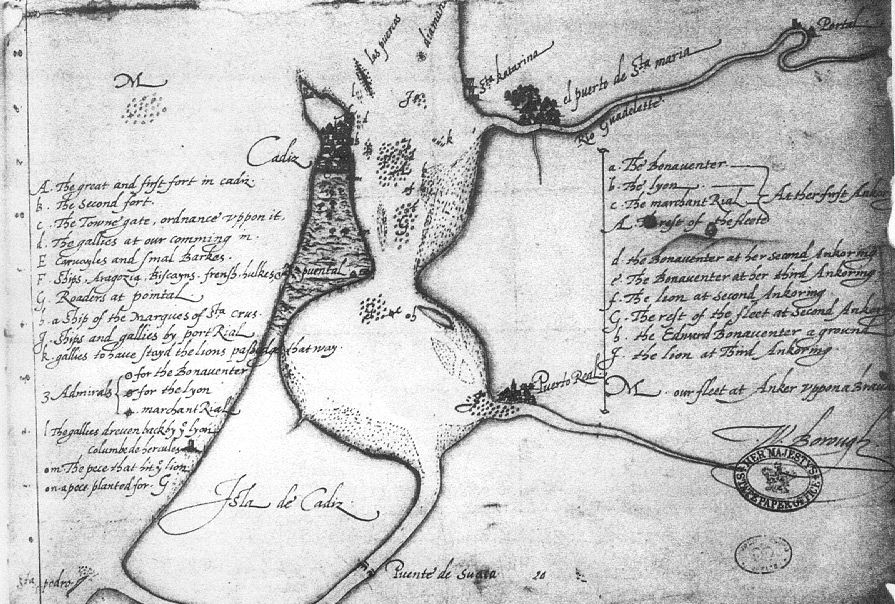
Mappa di Drake del suo attacco a Cadice: il Bonaventure è in testa all'elenco di navi sulla dx.

Dopo l'esecuzione nel febbraio 1587 di Maria, regina di Scozia, Filippo II di Spagna decise che era tempo di invadere l'Inghilterra e iniziò a preparare la sua armata. Francis Drake fece della Bonaventure la sua ammiraglia per la spedizione che doveva rallentare/disturbare i preparativi d'invasione. La flotta contava circa ventisei navi, che includevano altre tre navi della regina (spec. le Golden Lion, Dreadnought e Rainbow), tre navi della Levant Company, sette legni da guerra di 150-200 tonnellate e undici o dodici navi più piccole.

Gli ordini di Drake dalla regina Elisabetta erano stati: 
"Per impedire l'unione della flotta del re di Spagna fuori dai loro diversi porti. Per evitare vittorie da loro. Seguirli nel caso in cui dovessero venire in Inghilterra o in Irlanda. Eliminarne il maggior numero possibile e impedire il loro sbarco. Imbarcarsi sulle navi delle Indie Occidentali man mano che andavano o venivano." 
 Immediatamente dopo averli dati, Elisabetta cambiò però idea ed impartì ordini meno aggressivi. Drake era però già salpato dall'Inghilterra il 12 aprile 1587 e non li ricevette. Dopo aver sentito che le navi si stavano radunando nel porto di Cadice, Drake decise di cacciarle lì. Al suo arrivo, diciassette giorni dopo, trovò Cadice piena di navi nemiche. Dopo una breve discussione con il suo viceammiraglio, il capitano William Borough, Drake decise di non aspettare fino al mattino seguente e guidò la flotta all'attacco. Uno squadrone di galee comandato da Don Pedro Bravo de Acuña era in allerta e si schierò nelle acque del porto mentre un galeone spagnolo puntava verso gli inglesi per sfidarli. Prima che il legno spagnolo potesse avvicinarsi abbastanza da salutare gli inglesi, il Bonaventure e forse alcune delle altre navi lo cannoneggiarono. Una sola delle quattro navi della regina aveva più potenza di fuoco di tutte le galee di Don Pedro messe insieme e il comandante spagnolo fu obbligato a rallentare la flotta inglese per dare alle altre navi spagnole il tempo di prepararsi. La resistenza non durò e Drake ottenne il controllo della baia.
Durante il mese successivo, la flotta salpò su e giù per la costa iberica tra Lisbona e Cabo de São Vicente, distruggendo i rifornimenti inviati a Lisbona per l'Armada. Tra le altre cose, queste forniture contavano gran quantità di doghe a botte, sufficienti secondo una stima dello stesso Drake per trasportare 25 000 tonnellate d'acqua.

### L'Invicibile Armada(1588)
L'anno seguente, la Bonaventure, comandata questa volta da George Clifford, III conte di Cumberland, fece parte della flotta inglese che combatté l'Invincibile Armada. Durante questa battaglia, trasportò 51,5 tonnellate di ordigni, cioè l'8% della sua stazza massima. Esaminato il 25 settembre 1588 per valutare i danni arrecatigli dalla battaglia, si rilevò solo che le vele erano state "riempiti di buchi dagli spari".

### Ultimi viaggi
La Bonaventure partì quindi per una spedizione che avrebbe tracciato la rotta delle successive esplorazioni della East India Company: secondo Sir George CV Holmes, la Bonaventure, per conto della Levant Company, fu la prima nave inglese a compiere un viaggio di successo in India. Sotto il comando di James Lancaster lasciò l'Inghilterra nell'aprile del 1591 con altre due navi (Penelope e Marchant Royal ) e quindi navigò attorno a Capo Comorin e sulla penisola malese. Dopo aver raggiunto la Baia della Tavola (1º agosto 1591) e aver perso una nave al largo di Capo Correntes il 12 settembre, lo squadrone si fermò per riparazioni a Zanzibar (febbraio 1592), doppiò Capo Comorin il maggio successivo e raggiunse la penisola malese arrivando a Penang in giugno. Vi rimasero fino al settembre dello stesso anno e saccheggiarono ogni nave che incontrarono.
Il galeone Bonaventure sopravvisse al viaggio di ritorno, tornando in Inghilterra nel 1594.

## In letteratura
La nave è citata nella poesia di Letitia Elizabeth Landon The Sailor's Bride, or The Bonaventure (ed. Fisher's Drawing Room Scrap Book, 1839).